# استفان امبیا
استفان امبیا اتوندی (فرانسوی: Stéphane Mbia Etoundi‎؛ زادهٔ ۲۰ مهٔ ۱۹۸۶) بازیکن فوتبال اهل کامرون است.
وی همچنین در تیم ملی فوتبال کامرون بازی کرده‌است.